# 海南粘体虫
海南黏体虫（学名：Myxobolus hainanensis）为碘泡科碘泡蟲屬的一種动物，1998年由中國動物學家陈启鎏發表於《中国动物志》，最初被歸入黏體蟲屬（Myxosoma），但該屬後來被視為碘泡蟲屬的異名。本種最早於1976年於海南省乘坡與瓊海被採集，行寄生生活，寄生於五線無鬚魮的體表:312。本種具有兩個短棒形的極囊，較大者長約6微米，寬約2.5微米；較小者長約3.7微米，寬約1.6微米，兩極囊的分隔較遠:293，極絲明顯，盤繞5-6圈；孢子為前方狹窄的長橢圓形，長約10.4微米，寬約7.9微米，厚約5.2微米。本種外形與同屬的Myxobolus esocinum接近，惟孢子殼面與極囊外形有所不同:312。
其种加词“hainanensis”意为“海南的”。